# Prix Brahms
Le prix Brahms (en allemand Brahmspreis) est un prix annuel décerné par la Société Brahms du Schleswig-Holstein (Brahms-Gesellschaft Schleswig-Holstein). Le prix est doté de 10 000 euros. Sont récompensés des artistes qui ont rendu des services exceptionnels à la mise en valeur du patrimoine artistique de Johannes Brahms.

## Lauréats
- 1988 : Leonard Bernstein et l'Orchestre philharmonique de Vienne
- 1990 : Yehudi Menuhin, violoniste et chef d'orchestre
- 1993 : Lisa Smirnova, pianiste
- 1994 : Philharmonie der Nationen
- 1995 : Hanno Müller-Brachmann, baryton basse
- 1996 : Professeurs Renate et Kurt Hofmann, Brahms-Institut Lübeck
- 1997 : Detlef Kraus, pianiste
- 1998 : Dietrich Fischer-Dieskau, baryton
- 1999 : Stephan Genz, baryton
- 2000 : Christian Tetzlaff, violoniste
- 2001 : Sabine Meyer, clarinettiste
- 2002 : Chœur de l'église Saint-Thomas de Leipzig
- 2003 : Manfred Sihle-Wissel, sculpteur
- 2004 : Lars Vogt, pianiste
- 2005 : Dresdner Kreuzchor
- 2006 : Musikhochschule Lübeck (de) avec angegliedertem Brahms-Institut
- 2007 : Thomas Quasthoff, baryton
- 2008 : Simone Young et le Philharmonisches Staatsorchester Hamburg
- 2009 : Gerhard Oppitz, pianiste
- 2011 : Anne-Sophie Mutter, violoniste
- 2012 : Quatuor Fauré (de), quatuor avec piano
- 2013 : Kirchenmusikdirektor Matthias Janz et le Flensburger Bach-Chor
- 2014 : Benjamin Moser, pianiste et Johannes Moser, violoncelliste
- 2015 : Thomas Hengelbrock, chef d'orchestre
- 2017 : Herbert Blomstedt, chef d'orchestre
- 2018 : Christiane Karg, soprano[1]
- 2019 : Pieter Wispelwey, violoncelliste, et Paolo Giacometti, pianiste[2]
- 2020 : Midori, violoniste[3],[4]
- 2023 : Friederike Woebcken (de) et le Madrigalchor Kiel[5],[6]
- 2024 : Kent Nagano[7]
- 2025 : Chœur de garçons de Windsbach[8]